# Gran/Ringstad
Gran/Ringstad is een plaats in de Noorse gemeente Gran, provincie Innlandet. Gran/Ringstad telt 1429 inwoners (2007) en heeft een oppervlakte van 1,72 km². 

## Zusterkerken

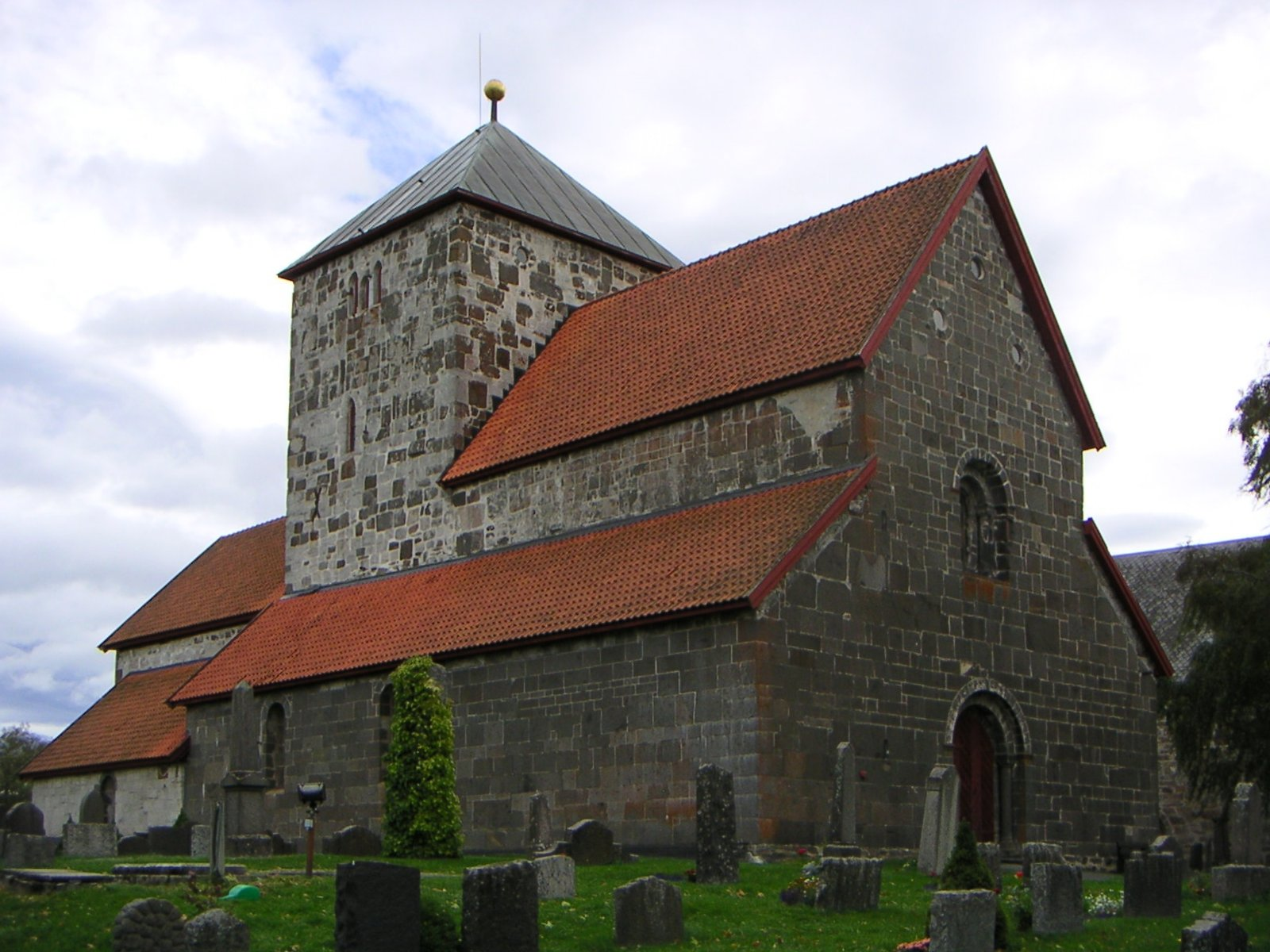
Nicolaikerk

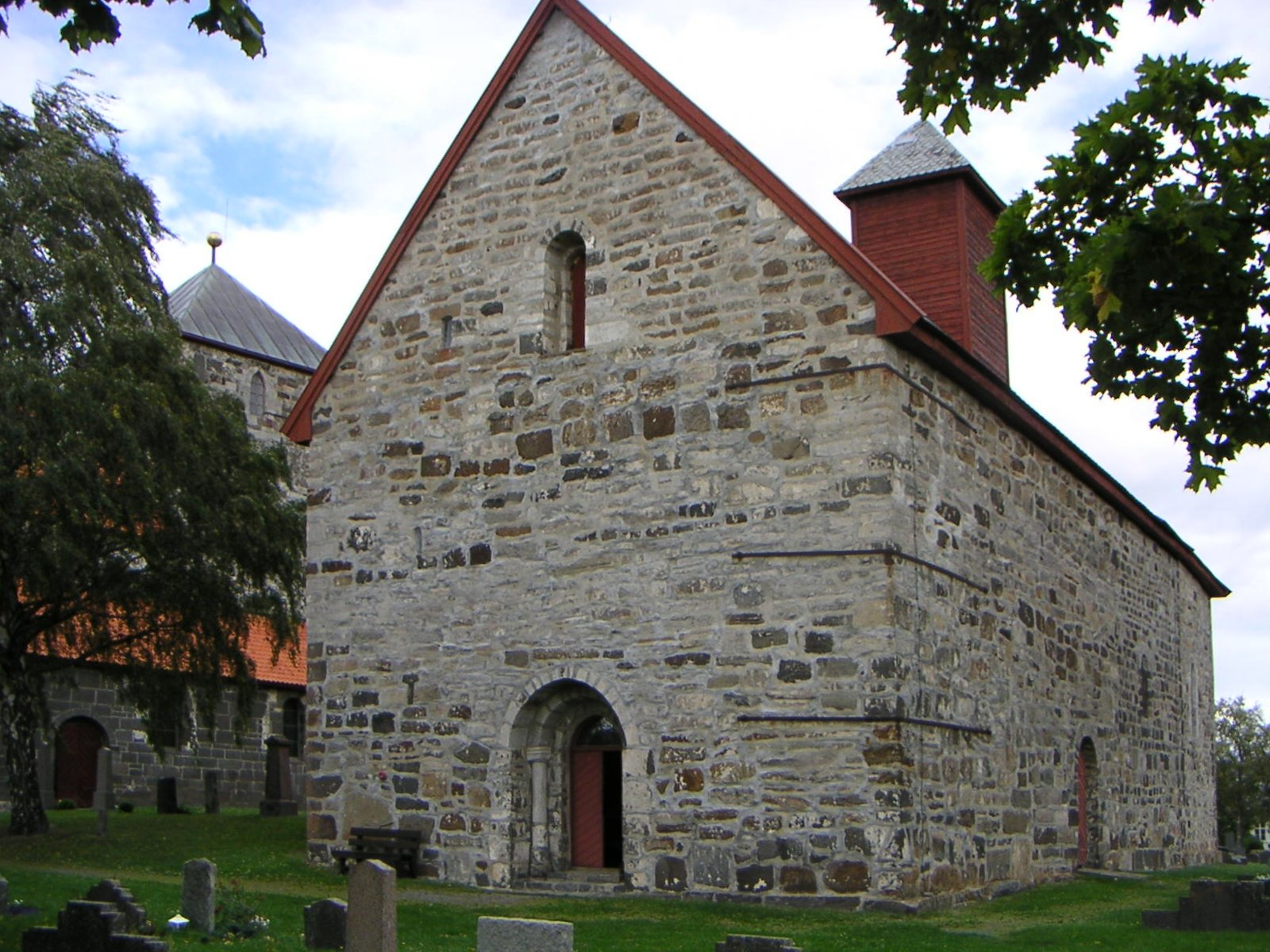
Mariakerk

De meest opvallende gebouwen in Gran zijn de twee zusterkerken. Beide stammen uit de 12e eeuw. De grootste, gewijd aan Nicolaas, was oorspronkelijk bedoeld als kerk voor de streek Hadeland. De kerk is gebouwd naar het voorbeeld van de Hallvardkathedraal in Oslo.
De kleinere Mariakerk is waarschijnlijk de oudste van de twee. Deze werd gebouwd als parochiekerk.